# Ivan Kříž
Ivan Kříž (12. listopadu 1922 Osová Bítýška – 19. září 2020 Brno) byl český prozaik, novinář a scenárista.

## Život
Pocházel z rodiny stolaře, který byl během druhé světové války popraven za odbojovou činnost. Do základní školy chodil Ivan Kříž ve svém rodišti, v Brně vystudoval reálné gymnázium (v letech 1933 až 1941), zároveň jako mimořádný posluchač navštěvoval brněnskou konzervatoř. Po druhé světové válce vystudoval právnickou fakultu Masarykovy univerzity (titul JUDr. v roce 1948). Současně s vysokoškolským studiem byl členem kulturní redakce brněnské Rovnosti. Zde publikoval své první povídky a kulturní recenze. Po roce 1948 působil v různých funkcích Svazu československých spisovatelů, v roce 1954 se stal členem redakční rady časopisu Host do domu, kterým byl až do jeho zrušení v roku 1970. V letech 1968–1969 byl poslancem České národní rady a předsedou jejího kulturního výboru.
V sedmdesátých letech 20. století nesměl publikovat, od roku 1973 pracoval jako vychovatel mládeže v několika výchovných ústavech (Olešnice na Moravě a Střílky u Kroměříže). Zde získané zkušenosti použil v románech Nebezpečné znalosti a Na útěku. V dalším desetiletí patřil k „trpěným“ spisovatelům.
Na jaře 1990 byl zvolen předsedou Obce moravskoslezských spisovatelů, byl jím však jen krátce v souvislosti se svou novou funkcí ředitele brněnského studia Československého rozhlasu (1991–1992).
Měl výrazný umělecký vliv na Stanislava Mošu, který oceňoval, že Ivan Kříž ho přivedl k pohledu na svět, v němž je třeba vše nejprve zanalyzovat a teprve poté si utvářet svůj vlastní názor. 

## Z díla
- Městečko se diví (1949)
- Dívčí pole (1955)
- Velká samota (1959)
- Oheň chce dobré dřevo (1961)
- První den mého syna (1963)
- Unavený bůh (1966)
- Pravda o zkáze Sodomy (1968)
- Tajemství zelené skříně (1976, pod jménem Evy Plaché)
- Nebezpečné znalosti (1982)
- Hostina (1984)
- Když se pekař zblázní (1992)

V 50. a 60. letech 20. století často scenáristicky spolupracoval s režisérem Ladislavem Helgem. Je autorem scénářů k jeho filmům Škola otců (1957), Velká samota (1959), První den mého syna (1964) a Stud (1967).
Jeho román Pravda o zkáze Sodomy (podobenství vycházející z biblických motivů, alegorie rozkladné síly totalitní ideologie) byl uveden v dramatizaci brněnským Divadlem bratří Mrštíků v roce 1989. V České televizi Brno byly realizovány jeho scénáře Pozvání na zámek (1991), Někdo zvoní (1992), Noční stráž (1994) a Na dvojce je Pavarotti (1994). Je spoluautorem scénáře pro jeden díl seriálu Detektiv Martin Tomsa.